# Łuszczów
Łuszczów [pronunciación en polaco: /ˈwuʂt͡ʂuf/] es un pueblo en el distrito administrativo de Gmina Uchanie, dentro del condado de Hrubieszów, voivodato de Lublin, en el este de Polonia. Se encuentra a unos 9 kilómetros sureste de Uchanie, 11 kilómetros al noroeste de Hrubieszów, y 93 kilómetros al sureste de la capital regional Lublin.